# Lomont (Haute-Saône)
Lomont ist eine französische Gemeinde im Département Haute-Saône in der Region Bourgogne-Franche-Comté.

## Geographie
Lomont liegt auf einer Höhe von 378 m über dem Meeresspiegel, elf Kilometer südöstlich von Lure und etwa 19 Kilometer westlich der Stadt Belfort (Luftlinie). Das Dorf erstreckt sich im südlichen Vorland der Vogesen, in einer Rodungsinsel im Hügelland zwischen dem Bois de Granges und dem Chérimont.
Die Fläche des 11,35 km² großen Gemeindegebiets umfasst einen Abschnitt im südlichen Vogesenvorland. Der zentrale Teil des Gebietes wird von einer leicht nach Westen geneigten Hochfläche eingenommen, die durchschnittlich auf 380 m liegt und aus Buntsandstein aufgebaut ist. Sie ist überwiegend von Acker- und Wiesland bestanden. Eingegrenzt wird dieses Plateau im Süden wie im Norden von Taleinschnitten: Im Süden verläuft die Grenze entlang dem Ruisseau de Courmont, im Norden entlang dem Fau. Beide Fließgewässer münden in den Rognon, der zum Einzugsgebiet des Ognon gehört. Die steilen Talhänge sind bewaldet. Nach Osten steigt das Gelände zur waldbedeckten Höhe von Lomont an, auf der mit 466 m die höchste Erhebung von Lomont erreicht wird.
Zu Lomont gehören die Weiler Lomontot (365 m) und Le Chênoley (350 m), beide auf dem Plateau von Lomont gelegen. Nachbargemeinden von Lomont sind Lyoffans, Magny-Jobert, Frédéric-Fontaine und Clairegoutte im Norden, Belverne im Osten, Courmont, Faymont und Mignavillers im Süden sowie Moffans-et-Vacheresse im Westen.

## Geschichte
Erstmals urkundlich erwähnt wird Lomont im Jahr 1195. Aus späterer Zeit sind auch die Schreibweisen Lomunt (1208), Loomunt, Loomont, Lemont und Losmunt überliefert. Die Herren von Lomont hatten seit 1298 die Funktion als Vasallen der Grafen von Montbéliard inne. Zusammen mit der Franche-Comté gelangte Lomont mit dem Frieden von Nimwegen 1678 definitiv an Frankreich. Bis zum Jahre 1793 war Lomont im Besitz von Louis Marie Florent de Lomont d’Haraucourt, duc du Châtelet. Zu einer Gebietsveränderung kam es im Jahr 1808, als die vorher selbständigen Gemeinden Lomontot und Courmont mit Lomont vereinigt wurden. Courmont ist jedoch seit 1831 wieder selbständig. Heute ist Lomont Mitglied des 22 Ortschaften umfassenden Gemeindeverbandes Communauté de communes du Pays de Lure.

## Bevölkerung
| Jahr                       | 1962 | 1968 | 1975 | 1982 | 1990 | 1999 | 2007 | 2019 |
| Einwohner                  | 420  | 429  | 404  | 407  | 383  | 381  | 380  | 460  |
| Quellen: Cassini und INSEE |      |      |      |      |      |      |      |      |

Mit 479 Einwohnern (1. Januar 2022) gehört Lomont zu den kleinen Gemeinden des Départements Haute-Saône. Die Einwohnerzahl hatte in der ersten Hälfte des 20. Jahrhunderts deutlich abgenommen (1881 wurden noch 783 Personen gezählt).

## Sehenswürdigkeiten

Kirche St. Martin
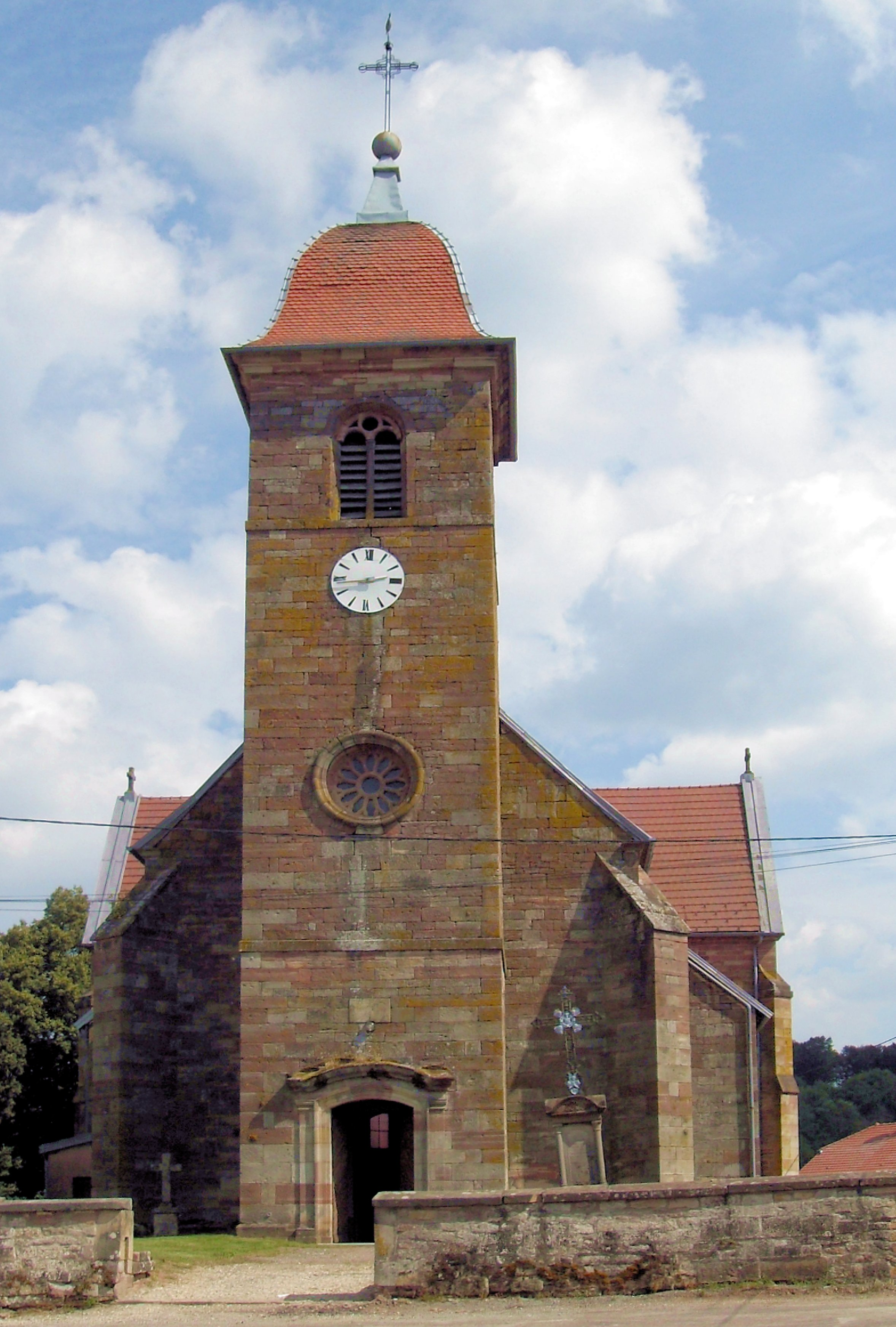
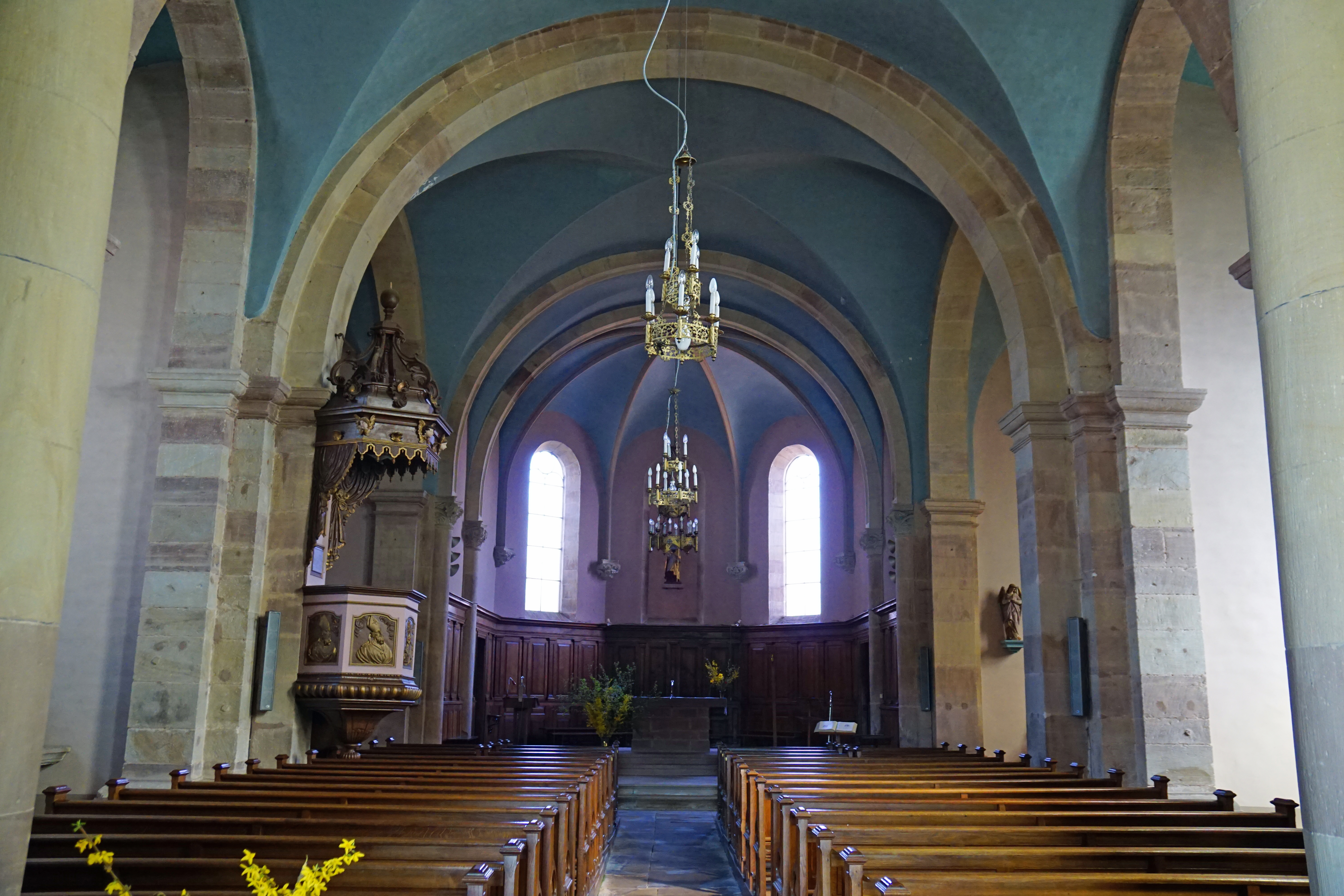
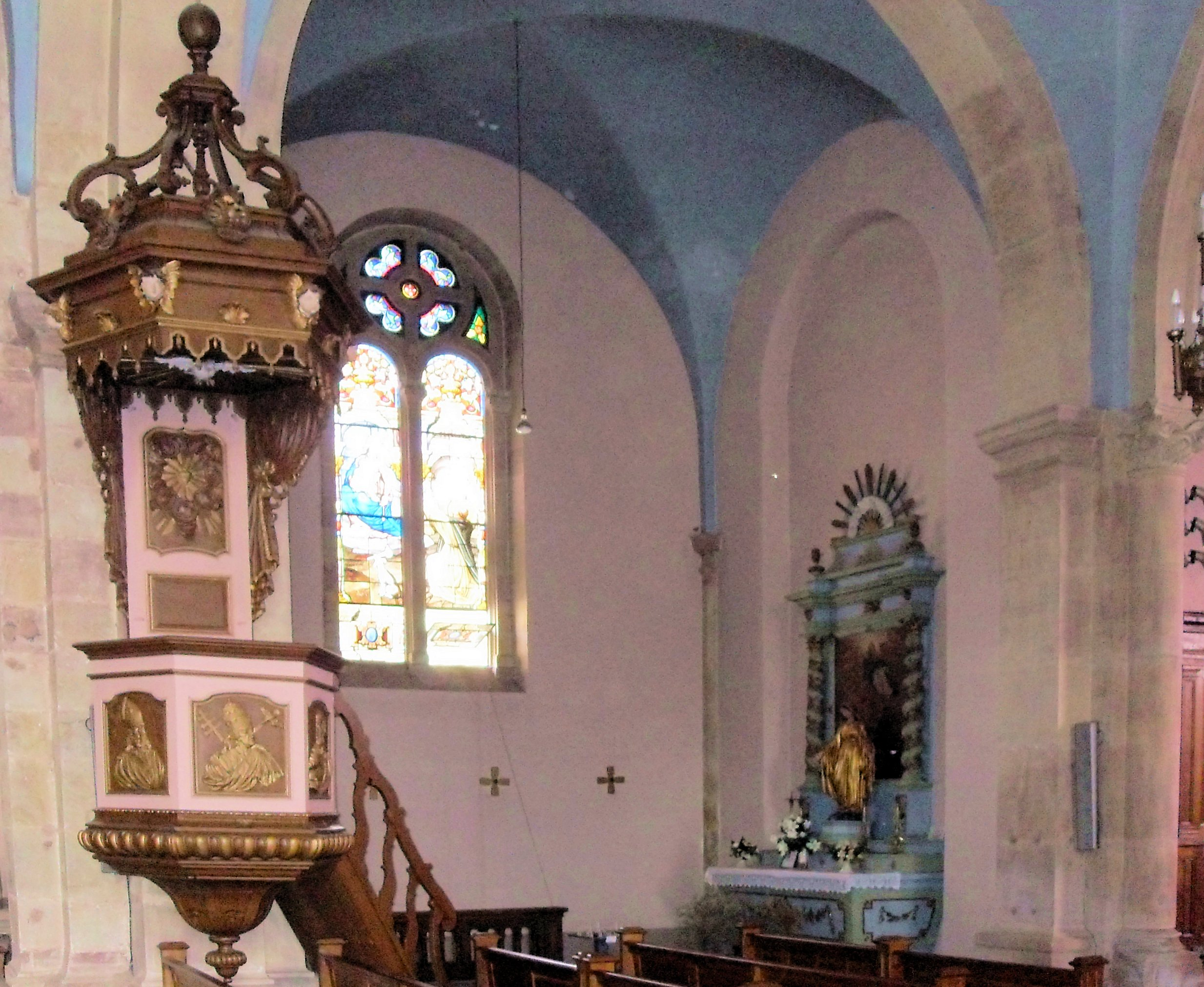
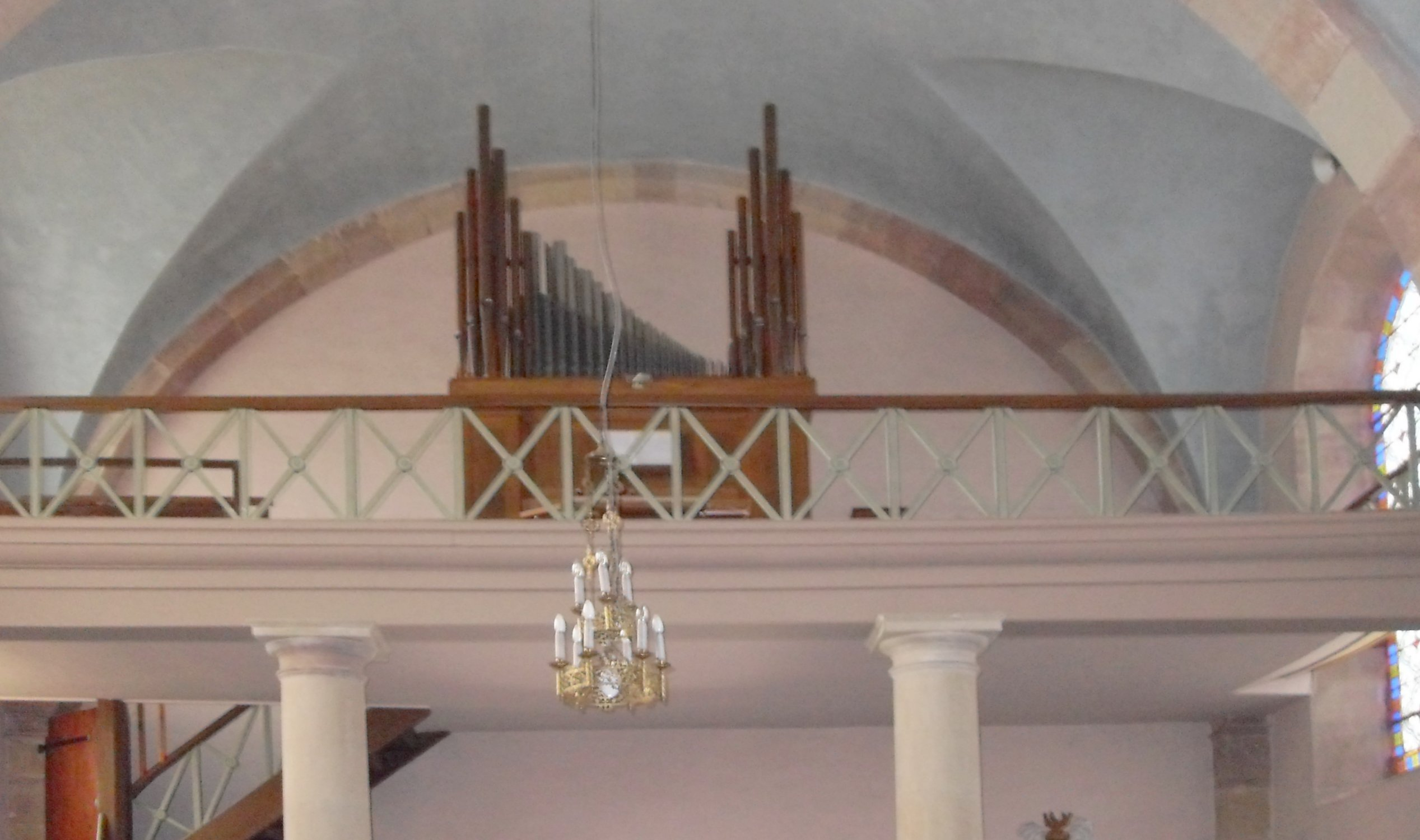

Die Kirche St. Martin in Lomont wurde im 18. Jahrhundert an der Stelle eines mittelalterlichen Gotteshauses neu erbaut und besitzt eine reiche Ausstattung. Neben der Kirche steht ein Haus aus dem 18. Jahrhundert, das einst die Funktion des Taubenhauses innehatte. Aus dem 19. Jahrhundert stammt das Fontaine-Lavoir (Brunnen, ehemaliges Waschhaus und Viehtränke).

## Wirtschaft und Infrastruktur
Lomont war bis weit ins 20. Jahrhundert hinein ein vorwiegend durch die Landwirtschaft (Ackerbau, Obstbau und Viehzucht) und die Forstwirtschaft geprägtes Dorf. Daneben gibt es heute einige Betriebe des lokalen Kleingewerbes. Mittlerweile hat sich das Dorf auch zu einer Wohngemeinde gewandelt. Viele Erwerbstätige sind deshalb Wegpendler, die in den größeren Ortschaften der Region Lure und im Agglomerationsraum Belfort-Montbéliard ihrer Arbeit nachgehen.
Die Ortschaft ist verkehrstechnisch gut erschlossen. Sie liegt nahe der hier vierspurig und kreuzungsfrei ausgebauten Hauptstraße D438, die von Belfort nach Lure führt. Weitere Straßenverbindungen bestehen mit Courmont, Faymont, Moffans und Lyoffans.